# روی روسلو
روی روسلو (انگلیسی: Roy Rosselló؛ زادهٔ ۱ مهٔ ۱۹۷۰) خواننده، بازیگر، مبلغ مذهبی اهل ایالات متحده آمریکا است.